# Lloret de Vistalegre
Lloret de Vistalegre (hiszp. Lloret de Vista Alegre)  – gmina w Hiszpanii, w prowincji Baleary, we wspólnocie autonomicznej Balearów, o powierzchni 17,44 km². W 2011 roku gmina liczyła 1346 mieszkańców.